# Émetteur du Haut de Dimont
L’émetteur de Vittel-Thuillières-Le Haut de Dimont est un émetteur radio implanté dans le département des Vosges en France, à 6 kilomètres de la ville de Vittel sur un site culminant à 453 m d’altitude.
Il s’agit d’un pylône haubané de 200 m de haut.

## Télévision

### Diffusion analogique
Jusqu'au 28 septembre 2010, l'émetteur du Haut de Dimont émettait les 3 principales chaînes historiques en analogique hertzien.
| Numéro | Chaîne            | Canal | Puissance (PAR) |
| ------ | ----------------- | ----- | --------------- |
| 1      | TF1               | 30H   | 42 kW           |
| 2      | France 2          | 35H   | 42 kW           |
| 3      | France 3 Lorraine | 32H   | 42 kW           |

## Diffusion numérique[2]
| Multiplex | Canaux | Puissances (PAR) | Diffuseur |
| --------- | ------ | ---------------- | --------- |
| R1        | 42     | 10 kW            | TDF       |
| R2        | 39     | 10 kW            | TDF       |
| R3        | 29     | 10 kW            | TDF       |
| R4        | 37     | 10 kW            | TDF       |
| R6        | 27     | 10 kW            | TDF       |
| R7        | 45     | 10 kW            | TDF       |

### Composition des multiplex TNT

#### Multiplex R1
| LCN | Nom de la chaîne  |
| --- | ----------------- |
| 2   | France 2          |
| 3   | France 3 Lorraine |
| 14  | France 4          |
| 27  | France Info       |
| 31  | Vosges TV         |

#### Multiplex R2
| LCN | Nom de la chaîne |
| --- | ---------------- |
| 8   | C8               |
| 15  | BFM TV           |
| 16  | CNews            |
| 17  | CStar            |
| 18  | Gulli            |

#### Multiplex R3
| LCN | Nom de la chaîne |
| --- | ---------------- |
| 4   | Canal+           |
| 26  | LCI              |
| 41  | Paris Première   |
| 42  | Canal+ Sport     |
| 43  | Canal+ Cinéma(s) |
| 45  | Planète+         |

#### Multiplex R4
| LCN | Nom de la chaîne |
| --- | ---------------- |
| 5   | France 5         |
| 6   | M6               |
| 7   | Arte             |
| 9   | W9               |
| 22  | 6ter             |

#### Multiplex R6
| LCN | Nom de la chaîne |
| --- | ---------------- |
| 1   | TF1              |
| 10  | TMC              |
| 11  | TFX              |
| 12  | NRJ 12           |
| 13  | LCP              |

#### Multiplex R7
| LCN | Nom de la chaîne |
| --- | ---------------- |
| 20  | TF1 Séries Films |
| 21  | L'Équipe         |
| 23  | RMC Story        |
| 24  | RMC Découverte   |
| 25  | Chérie 25        |

## RadioFM
L'émetteur diffuse 3 radios publiques pour Vittel et sa région.
| Fréquence | Radio          | Puissance | RDS (PS) |
| --------- | -------------- | --------- | -------- |
| 89.0      | France Culture | 8 kW      | _CULTURE |
| 94.0      | France Musique | 8 kW      | MUSIQUE_ |
| 98.2      | France Inter   | 8 kW      | __INTER_ |

## Téléphonie mobileet autres transmissions
La tour hertzienne comporte un relais Free pour les ondes 3G et 4G.
À proximité du pylône se trouve un relais pour Bouygues Telecom (2G, 3G et FH) et SFR (2G, 3G, 4G et FH).
EDF (COM TER), La Direction des Routes, TDF (FH) communiquent via la tour hertzienne. L'opérateur de WiMAX IFW communique également par ce site via une BLR de 3 GHz.